# 톰 포티
토머스 에밀리오 "톰" 포티(영어: Thomas Emilio "Tom" Poti, 1977년 3월 22일~)는 미국의 은퇴한 아이스하키 선수로 현역 시절 포지션은 수비수이다.